# Grishkovskoye
Grishkovskoye (del ruso: Гришковское) es un selo del raión de Kalíninskaya del krai de Krasnodar en el sur de Rusia. Está situado a orillas del río Kosataya, tributario del Ponura, afluente de uno de los brazos del delta del Kirpili, 13 km al noroeste de Kalíninskaya y 51 km al noroeste de Krasnodar, la capital del krai.  Tenía 1 404 habitantes en 2010.
Es cabeza del municipio Gríshkovskoye, al que pertenece asimismo Séverni.

## Historia
El jútor Kasataya Balka fue renombrado en 1921 como Grishkovo (Grishkovski). En 1966 se le anexionó el jútor Bailuki, creándose el selo Grishkovskoye.

## Transporte
Cuenta con una estación (Grishkovski) en la línea Timashovsk-Krymsk.